# Karácsonkő
Karácsonkő (románul Piatra Neamț) város az Aranyos-Beszterce partján Romániában, Moldvában. Neamț megye székhelye. Mivel a Keleti-Kárpátok nyúlványainak lábainál fekszik, a város tája festői.

## Neve
A város első írásos említésekor (1395) a neve Karácsonkő: „in terra nostra Molduana ante villam Karachonkw.” A román név Piatra lui Crăciun ennek a fordítása. A várost nevezték még Târgu Piatranak (azaz kővásár) vagy egyszerűen Piatranak (kő) is. A kommunista időkben nevezték el Piatra Neamț-nak, hogy a kereszténységre utaló nevet eltüntessék. A Neamț a város folyójának a neve, és vagy „németet” jelent, vagy pedig egy „csendes, néma” jelentésű szláv szóból ered.
A Karácsonkő név eredetével kapcsolatban két elmélet létezik, az egyik szerint a Karácsony személynévből jön, a másik szerint a kerecsen(sólyom), régiesen karacsun szóból. Ez utóbbi feltevést az is támogatja, hogy a környéken számos magyar eredetű, sólyomfajtáról elnevezett hegy található (Csalhó – Ceahlău : a csaholó, csagoló sólyomfajta ragadozó madárról, Ráró – Rarău: sólyomfajta, Sólyomkő – Piatra Șoimului). Állítólag a csángóföldi Klézsén az öregek Kerecsenkőnek nevezik a várost.

## Földrajz

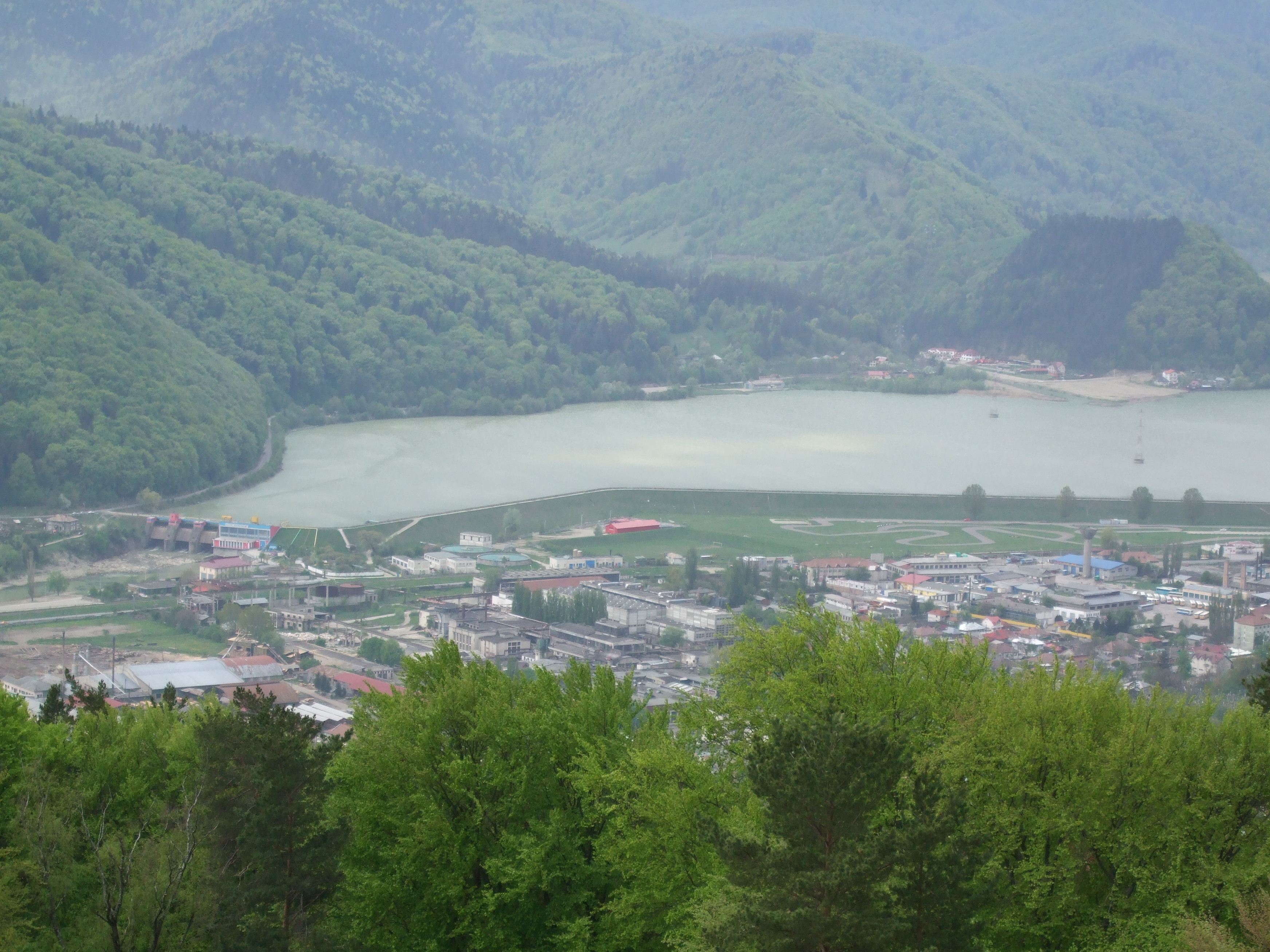
Az Aranyos-Besztercén lévő egyik víztározó

Karácsonkő 350 km-re Bukaresttől északra, Jászvásártól pedig 100 km-re nyugatra fekszik, a történelmi Moldva középső-keleti részén. A legközelebbi repülőtér 60 km-re délre Bákóban van. Megközelíthető a Bukarest-Jászvásár útvonalon, illetve a Jászvásár–Szucsáva–Marosvásárhely útvonalon is.
A várost a Pietricica (590 m), Cozla (679 m), Cernegura (852 m), Bâtca Doamnei (462 m) és a Cârloman (617 m) nevű dombok veszik körül, amelyek mind a Keleti-Kárpátokhoz tartoznak. Mellette található az Aranyos-Beszterce két víztározója.

## Városrészek

A városközpont térképe

A város a következő negyedekre van felosztva:
- Központ (Centru)
- Dărmănești
- Precista
- Mărăței
- Május 1. (1 Mai)
- Sarata
- Szőlősvölgy (Valea Viei)
- Régi állomás (Gara Veche)
- Remény negyed (Speranța)

## Történelem
Karácsonkő és környéke egyike Románia legrégebben lakott területeinek. A legkorábbi bizonyítékok az emberi jelenlétre a paleolitikumból származnak, körülbelül i. e. 100 000-ből.
A városban és környékén végzett ásatásokból kiderülnek, a mai város helyén egykoron egy dák település, Petrodava állt.  
„Petrovada” várát már Ptolemaiosz (i.sz. 100-170) is említette egyik munkájában. Ez a Kövesd (Cuejd) patak mentén emelt vár a többi erődítménnyel együtt már az i. e. 1-2. században tekintélyes védelmi rendszert alkothatott. A régészeti feltárások során itt várfalak és kultikus épületmaradványok is előkerültek.
A népvándorlás korában a törzsi védelmi rendszer elpusztult, és a várak is romhalmazzá omlottak össze.
Az első városias épületek I. Péter moldvai fejedelem (ural. 1375-91) idejéből származnak.
Karácsonkő csak a késő középkorban került újra a figyelem előterébe; fokozatosan épült ki, a 15. században már jelentős település volt, és lakói védelmére ekkor már várat is emeltek. III. (Nagy) István (Ștefan cel Mare) moldvai fejedelem (ural. 1457-1504) idejében pedig már a növekedésnek indult kereskedővárosban fejedelmi kastély is állt.
A 17–18. században a település kézműipara is lendületes fejlődésnek indult. Itt működött Moldva első papírmalma is.
Mivel Karácsonkő mindössze 40 km-re keletre fekszik az egykori magyar-moldvai határtól (Gyergyóbékástól), ezért az elmúlt századokban több hullámban csángók települtek a városba, de a 20. század során asszimilálódtak a román többségbe.

## Népessége

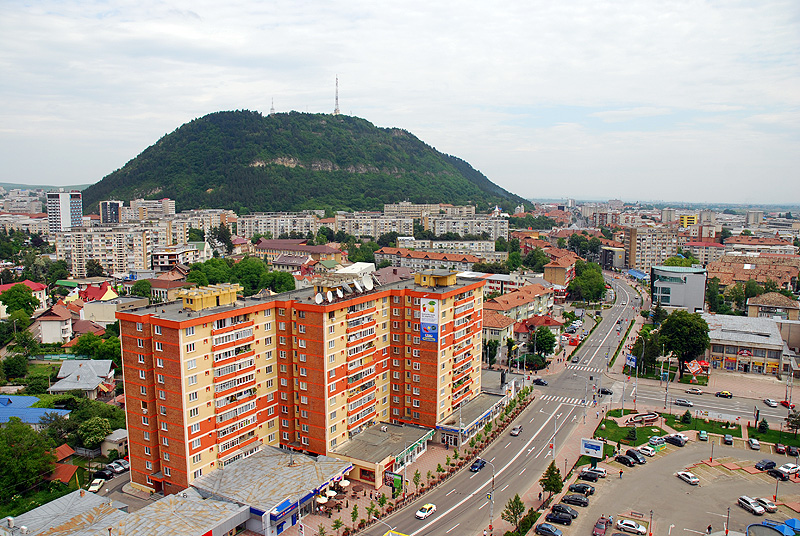
Karácsonkő

2002-ben 104 914 lakosából 98,08% román (102 906), 1,3% cigány (1364) és 0,14% magyar (148) volt.
A lakosság vallás szerinti megoszlása: 94,79% ortodox (99 454) és 3% római katolikus (3152). Ők a csángómagyarok.

## Kultúra és oktatás
Karácsonkő az otthona a Neamț megyei Ifjúsági Színháznak, a G. T. Kirileanu Könyvtárnak. Több nemzetközi zenei és népzenei fesztiválnak ad otthont.
A Petru Rareș Főgimnázium székhelye is itt van, illetve itt székel a Victor Brauner Művészeti Egyetem is.

## Látnivalók

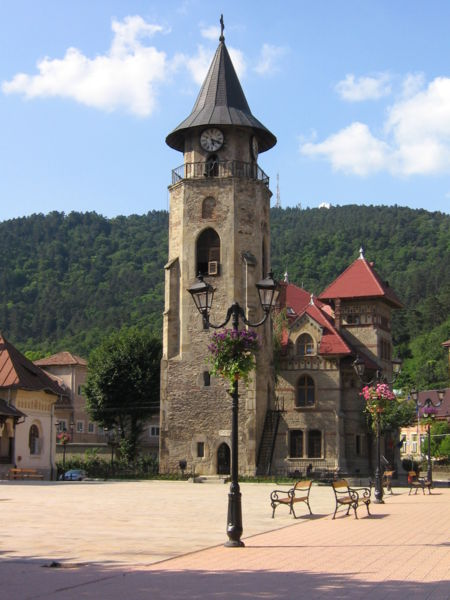
Az István-torony

- István-torony – a 15. század végén emelték, Stefan cel Mare uralkodása idején. Az 1499-ből származó épület alul négyszöges, felül nyolcszöges, sarokpontjain támpillérekkel közrefogott, melyen gótikus részletek figyelhetők meg. Felső része későbbi kiegészítésként alakult ki.
- Keresztelő Szent János-templom – a 15. század végén építettek, a moldvai építészet jellegzetes 15-16. századi példája. A templom együttesében sajátságosan ötvöződnek a bizánci gyökerű építészeti hagyományok a gótikus stílus hatásával.
- Történelmi és régészeti múzeum – Gazdag kiállítási anyagában jelentős gyűjteményt képvisel az úgynevezett Cucuteni-kultúra emlékeit bemutató anyag. Az itt látható festett kerámia edények az újkőkorszakból valók; i. e. 2500–1700 között készültek. De találhatók itt Frumuşicából, Trgu Ocnaból és Bicaz-(Békás)-ból származó leletek is, melyek szintén a terület ősi kultúrájáról tanúskodnak. Az itt található emlékek sorában külön figyelmet érdemel a Fejedelemasszony halma (Bitca Doamnei) mellett feltárt dák erődítmény leletanyaga is.
- Természettudományi múzeum- Az egyedülállóan értékes múzeum a hegyek világának gazdagságát, szépségét mutatja be; Látható itt a Kárpátok keletkezése, geológiai és morfológiai jellemzői, növény- és állatvilága is.
- „Calistrat Hogaș” emlékmúzeum – A neves író, Calistrat Hogaș (1847–1917) iskolaigazgatóként élt  itt 1869-től 1899-ig. Behatóan ismerte és szerette a Kárpátokat, A környék lakóiról és saját hegyi barangolásairól sok kedves történetet írt. Emlékmúzeumnak berendezett házában eredeti kéziratok, használati tárgyak, könyvek tekinthetők meg.

## Testvérvárosok

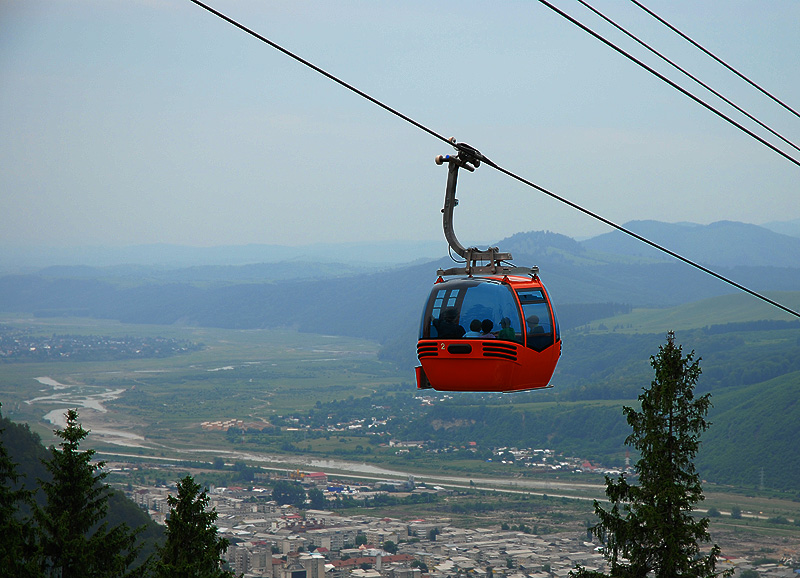
Lanovka

- Roanne, Franciaország
- Manilva, Spanyolország